# 西门子Combino

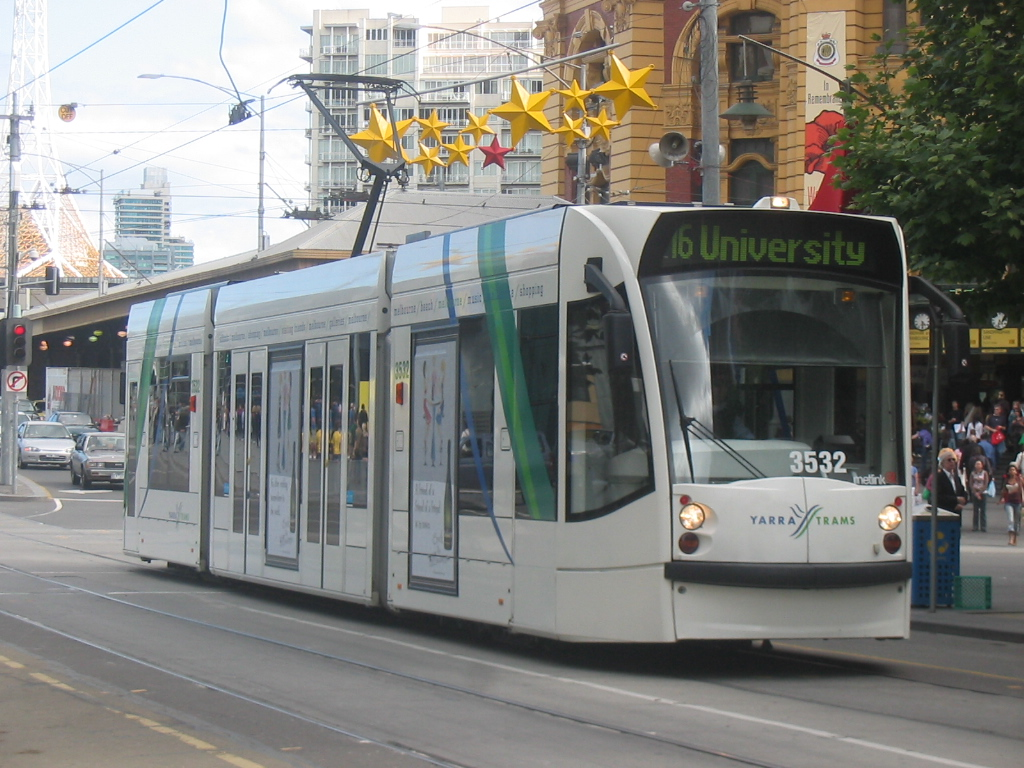
Combino電車

Combino電車是德国西门子交通集团（前 Duewag）製造的有軌電車車款之一，採用設計。首輛原型車於1996年在杜塞爾多夫的Duewag車輛廠製成，而現時的車輛則於克雷費爾德的廠房生產。由於採用與標準化元件而降低成本，是當代最成功的電車車型之一。除德国本土外，也出口至瑞士、荷兰、意大利、波兰、日本、葡萄牙、匈牙利及澳洲。

## 技術規格

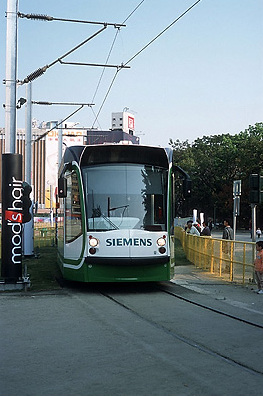
2003年底至2004年初西門子借給高雄市政府進行體驗活動的Combino電車

這款電車大部分均使用鋁材建造，其車身骨架及底架分為多個部分來焊接，因此容易調整車輛長度、寬度及轨距。車輛長度介乎19米及世界纪录的54米之間，載客量為100至250人。全數版本的地台高度均為300毫米，車軸負荷為10噸。除此之外，車輛可在其中一端或頭尾兩端設置駕駛室，另有一款名為DuoCombino的兩節版本電車，它們擁有額外的柴油推進系統(CombinoDuo)。